# Hermine Bland

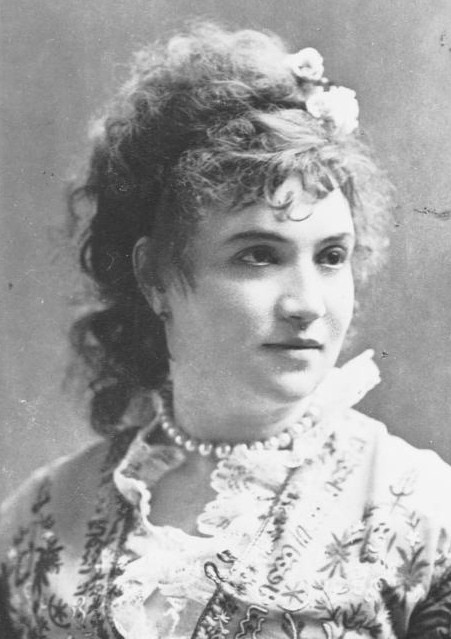
Hermine Bland

Hermine Bland, eigentlich Hermine Steiner (* 24. Dezember 1850 in Wien, Kaiserthum Österreich; † 19. November 1919 in München) war eine österreichische Schauspielerin mit dem Schwerpunkt Heldin und Liebhaberin in Tragödien.

## Leben

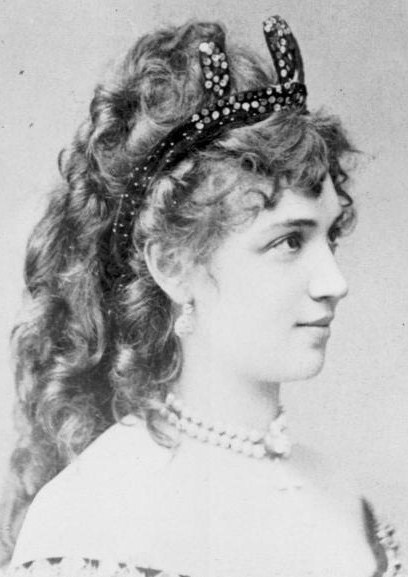
Hermine Bland

Ihre Ausbildung machte Bland zunächst bei Julius Conradi in Wien, danach in Schwerin beim dortigen Hoftheater-Intendanten Baron Alfred von Wolzogen und Bernays in England. Bland spielte an den Theatern in Köln, Schwerin (1868–1871), am Leipziger Stadttheater (1871–1873), Lübeck, Stuttgart und Breslau sowie in Wien am früheren Wiener Stadttheater. Sie spielte am Berliner Nationaltheater und von 1875 bis zu ihrem Abschied von der Bühne im Jahr 1898 am Hoftheater zu München. Dort feierte sie als Hofschauspielerin ihre größten Erfolge in den dramatischen Frauenrollen.
Sie spielte in allen Separatvorstellungen für den bayerischen König Ludwig II. die jugendliche weibliche Hauptrolle, da sie dem Frauenideal des Königs entsprach. Er korrespondierte auch mit ihr und machte ihr wertvolle Geschenke wie Schmuck und Juwelen.

## Ehrungen
- Im Münchener Stadtteil Menterschwaige (81545 München) gibt es seit 1914 die nach ihr benannte Hermine-Bland-Straße.

## Rollen (Auswahl)
- Portia – Der Kaufmann von Venedig (William Shakespeare)
- Gittah – Nathan der Weise (Gotthold Ephraim Lessing)
- Adelheind – Götz von Berlichingen (Johann Wolfgang von Goethe)
- Kunigunde – Hans Sachs (Albert Lortzing)
- Urvasi – Urvasi (Wilhelm Kienzl)
- Antigone – Antigone (Sophokles)
- Hermione – Andromache (Jean Racine)
- Emilia – Emilia Galotti (Gotthold Ephraim Lessing)
- Esther – Esther (Karl von Perfall)
- Anna – Der Sonnwendhof (Salomon Hermann Mosenthal)